# Newa
I Newa (नेवार - Nevāra), spesso citati con i nomi Newari, Newar e Nevar, sono un'etnia del Nepal. La designazione può essere anche riferita alla lingua da essi parlata, di origine tibeto-birmana e influenze indo-ariane.

## Storia

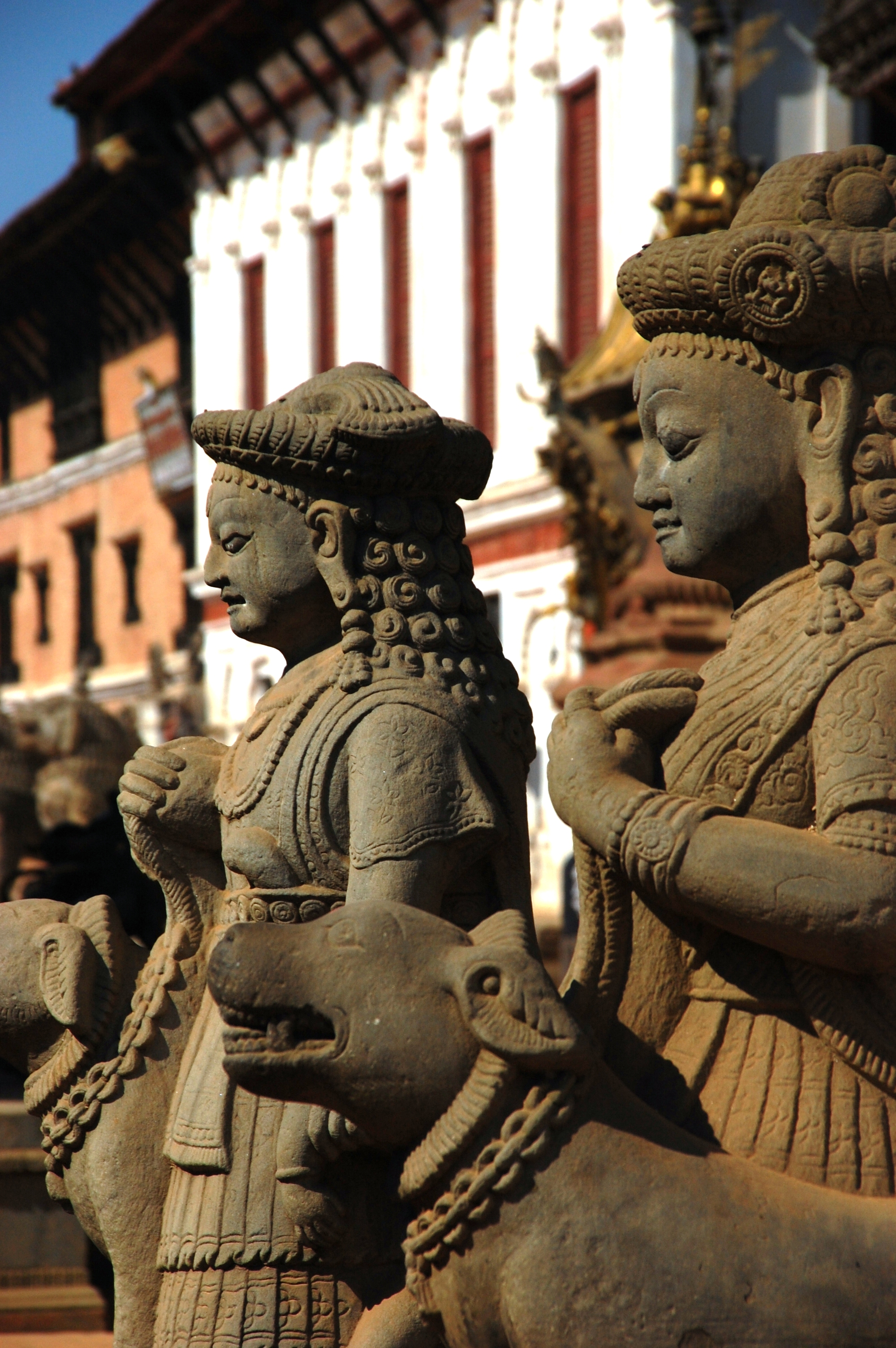
Arte newari: statue a Bhaktapur

I Newa sono una popolazione originaria della valle di Katmandu e oggi costituiscono la sesta etnia del Paese (5,48% pari a 1 245 232 persone secondo il censimento del 2001). La prima dinastia Newa, quella dei Lichhavi, ha creato a partire dal VI secolo un regno che ha costituito il nucleo originario dell'odierno Nepal. Il periodo di splendore Newa è tuttavia iniziato nel XII secolo, con la dinastia Malla.
I Newa hanno creato nella valle di Katmandu le tre città che oggi sono patrimonio dell'umanità dell'UNESCO: Katmandu, Patan e Bhaktapur. In tutto il periodo tra il XII e il XVIII secolo erano città-Stato che alternavano fasi di collaborazione a conflitti armati.
Nella costruzione di queste città i Newa hanno elaborato uno stile architettonico unico e peculiare che comprende tra l'altro l'invenzione del tempio a pagoda, che dal Nepal si è poi espanso in gran parte dell'Asia. Le piazze storiche (durbar) di Katmandu, Patan e Bhaktapur costituiscono le migliori testimonianze dell'antico stile newa. Particolarmente apprezzato dagli storici dell'arte è lo stile delle finestre e dei fregi in legno dei templi. Questi ultimi rappresentano soprattutto scene di tipo religioso ed erotico.
I Newa sono sia buddisti sia induisti. Gli storici ritengono che originariamente tra i Newa fosse prevalente il buddismo, ma nei secoli sia poi penetrata una forte presenza induista. I Newa hanno creato anche una propria cultura specifica nei campi della danza, della musica e della gastronomia.
Il dominio Newa sul Nepal è terminato nel 1768 con la conquista di Katmandu da parte dei soldati di Ghorka (o Ghurka) guidati da Prithvi Narayan Shah, sotto il quale il Nepal si è unificato. Anche dopo l'invasione dei Ghorka, i Newa hanno mantenuto una certa autonomia e una notevole influenza in campo culturale e commerciale. Ancor oggi nelle città newa vengono celebrate diverse festività religiose, sia buddiste sia induiste. Tra queste, il Gunhu Punhi, che dura nove giorni e termina nel giorno del compleanno del dio Krishna.
I Newa vivono prevalentemente in Nepal, ma ci sono minoranze in India (Sikkim e Bengala occidentale) e in Bhutan.